# جيري (أوكلاهوما)
جيري (بالإنجليزية: Geary, Oklahoma)‏ هي مدينة تقع بولاية أوكلاهوما في الولايات المتحدة. تبلغ مساحة هذه المدينة 10.75 (كم²)، وترتفع عن سطح البحر 472 م، بلغ عدد سكانها 1280 نسمة في عام 2010 حسب إحصاء مكتب تعداد الولايات المتحدة.

## التركيبة السكانية
حدّد مكتب تعداد الولايات المتحدة بيانات التركيبة السكانية لجيري في تعداد الولايات المتحدة. في ما يلي، التركيبة السكانية حسب تعدادي 2000 و2010.

### تعداد عام 2000
بلغ عدد سكان جيري 1,258 نسمة بحسب تعداد عام 2000، وبلغ عدد الأسر 475 أسرة وعدد العائلات 305 عائلة مقيمة في المدينة. في حين سجلت الكثافة السكانية 117 نسمة لكل كيلومتر مربع (303.0/ميل2). وبلغ عدد الوحدات السكنية 583 وحدة بمتوسط كثافة قدره 54.2 لكل كيلومتر مربع (140.4/ميل2).
وتوزع التركيب العرقي للمدينة بنسبة 65.50% من البيض و4.85% من الأمريكيين الأفارقة و22.89% من الأمريكيين الأصليين و0.08% من الأمريكيين ذوي الأصول الآسيوية و2.62% من الأعراق الأخرى و4.05% من عرقين مختلطين أو أكثر و5.41% من الهسبانيون أو اللاتينيون من أي عرق.
بلغ عدد الأسر 475 أسرة كانت نسبة 36% منها لديها أطفال تحت سن الثامنة عشر تعيش معهم، وبلغت نسبة الأزواج القاطنين مع بعضهم البعض 43.2% من أصل المجموع الكلي للأسر، ونسبة 15.8% من الأسر كان لديها معيلات من الإناث دون وجود شريك، بينما كانت نسبة 5.3% من الأسر لديها معيلون من الذكور دون وجود شريكة وكانت نسبة 35.8% من غير العائلات. تألفت نسبة 32.2% من أصل جميع الأسر من عدة أفراد يعيشون في نفس المنزل ونسبة 14.5% كانت تتألف من شخص يعيش بمفرده يبلغ من العمر 65 عاماً أو أكثر. وبلغ متوسط حجم الأسرة المعيشية 2.56، أما متوسط حجم العائلات فبلغ 3.27.
بلغ العمر الوسطي للسكان 35.4 عاماً. وكانت نسبة 29.3% من القاطنين تحت سن الثامنة عشر، وكانت نسبة 7.2% بين الثامنة عشر والرابعة والعشرين عاماً، ونسبة 25.8% كانت واقعةً في الفئة العمرية ما بين الخامسة والعشرين والرابعة والأربعين عاماً، ونسبة 19.6% كانت ما بين الخامسة والأربعين والرابعة والستين، ونسبة 14.9% كانت ضمن فئة الخامسة والستين عاماً فما فوق. يوجد لكل 100 أنثى 93.5 ذكر، ويوجد لكل 100 أنثى في الثامنة عشر من عمرها فما فوق 93.6 ذكر.
بلغ متوسط دخل الأسرة في المدينة 23,088 دولارًا، أما متوسط دخل العائلة فبلغ 28,409 دولارًا. وكان متوسط دخل الذكور 23,021 دولارًا مقابل 16,667 دولارًا للإناث. وسجل دخل الفرد الخاص بالمدينة 10,538 دولارًا. وكانت نسبة 21.2% من العائلات ونسبة 24.9% من السكان تحت خط الفقر، وكان من هؤلاء نسبة 25.7% تحت سن الثامنة عشر ونسبة 18% في الخامسة والستين من العمر وما فوق.

### تعداد عام 2010
بلغ عدد سكان جيري 1,280 نسمة بحسب تعداد عام 2010، وبلغ عدد الأسر 473 أسرة وعدد العائلات 307 عائلة مقيمة في المدينة. في حين سجلت الكثافة السكانية 119.1 نسمة لكل كيلومتر مربع (308.5/ميل2). وبلغ عدد الوحدات السكنية 574 وحدة بمتوسط كثافة قدره 53.4 لكل كيلومتر مربع (138.3/ميل2).
وتوزع التركيب العرقي للمدينة بنسبة 62.58% من البيض و1.48% من الأمريكيين الأفارقة و25.08% من الأمريكيين الأصليين و4.45% من الأعراق الأخرى و6.41% من عرقين مختلطين أو أكثر و9.53% من الهسبانيون أو اللاتينيون من أي عرق.
بلغ عدد الأسر 473 أسرة كانت نسبة 38.3% منها لديها أطفال تحت سن الثامنة عشر تعيش معهم، وبلغت نسبة الأزواج القاطنين مع بعضهم البعض 41% من أصل المجموع الكلي للأسر، ونسبة 17.1% من الأسر كان لديها معيلات من الإناث دون وجود شريك، بينما كانت نسبة 6.8% من الأسر لديها معيلون من الذكور دون وجود شريكة وكانت نسبة 35.1% من غير العائلات. تألفت نسبة 31.7% من أصل جميع الأسر من عدة أفراد يعيشون في نفس المنزل ونسبة 11.6% كانت تتألف من شخص يعيش بمفرده يبلغ من العمر 65 عاماً أو أكثر. وبلغ متوسط حجم الأسرة المعيشية 2.65، أما متوسط حجم العائلات فبلغ 3.40.
بلغ العمر الوسطي للسكان 35.4 عاماً. وكانت نسبة 30.6% من القاطنين تحت سن الثامنة عشر، وكانت نسبة 9.6% بين الثامنة عشر والرابعة والعشرين عاماً، ونسبة 23.5% كانت واقعةً في الفئة العمرية ما بين الخامسة والعشرين والرابعة والأربعين عاماً، ونسبة 21.6% كانت ما بين الخامسة والأربعين والرابعة والستين، ونسبة 14.6% كانت ضمن فئة الخامسة والستين عاماً فما فوق. وتوزع التركيب الجنسي للسكان بنسبة 48.5% ذكور و51.5% إناث.

## وصلات خارجية
- The US50 - Cities and Towns in Oklahoma State